# Cáo cát Tây Tạng
Cáo cát Tây Tạng (danh pháp hai phần: Vulpes ferrilata) là một loài động vật có vú trong chi Cáo, họ Chó, bộ Ăn thịt. Loài này được Hodgson mô tả năm 1842..
Cáo Tây Tạng là loài đặc hữu của cao nguyên Tây Tạng trong Nepal, Trung Quốc, Sikkim, và Bhutan, lên đến độ cao khoảng 5.300 m. Nó được phân loại là loài ít quan tâm bởi IUCN, do phạm vi rộng rãi của nó trong các thảo nguyên của cao nguyên Tây Tạng và bán sa mạc. Chúng chủ yếu săn bắt pika, tiếp theo là động vật gặm nhấm, marmot, thỏ rừng lông len và thằn lằn. Chúng cũng ăn xác của linh dương Tây Tạng, hươu xạ, cừu Bharal và vật nuôi của con người.
Về ngoại hình, Cáo cát Tây Tạng có đôi tai vừa, nhưng khuôn mặt của chúng lại lớn bất thường. Phần mõm dài và nhỏ, đôi mắt hơi lờ đờ, lớp lông hai bên má dày khiến tổng thể khuôn mặt trở nên quá khổ so với cơ thể nhỏ gọn.

## Hình ảnh

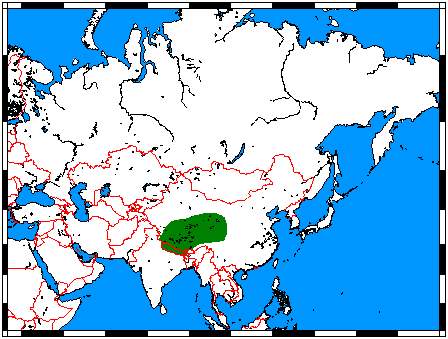